# Orientamento romantico
L'orientamento romantico, chiamato anche romanticismo o orientamento affettivo, indica il sesso o il genere con cui è più probabile che una persona abbia una relazione romantica o di cui si innamori. È usato sia alternativamente che fianco a fianco con il termine orientamento sessuale e si basa sulla prospettiva che l'attrazione sessuale non sia che una singola componente di una dinamica più ampia. Ad esempio, sebbene una persona pansessuale possa sentirsi sessualmente attratta dalle persone indipendentemente dal genere, la persona potrebbe provare attrazione romantica e intimità solo con le donne.
Per le persone asessuali, l'orientamento romantico è spesso considerato una misura di attrazione più utile dell'orientamento sessuale.
La relazione tra attrazione sessuale e attrazione romantica è ancora in discussione e non è completamente compresa.

## Identità romantiche
Le persone possono o oppure no impegnarsi in relazioni romantiche puramente emotive. Le principali identità relative a questo sono:
- Aromanticismo: non sperimentare l'attrazione romantica verso nessuno.
- Grigioromanticismo: sperimentare l'attrazione romantica raramente o solo in determinate circostanze.
  - Demiromanticismo: sperimentare l'attrazione romantica, ma solo dopo aver formato un profondo legame emotivo con la persona.
- Alloromanticismo: sperimentare l'attrazione romantica frequentemente. 
  - Monoromanticismo: attrazione romantica verso un solo genere sessuale.
    - Eteroromanticismo: attrazione romantica verso persone del sesso opposto.
    - Omoromanticismo: attrazione romantica verso persone dello stesso sesso.

  - Poliromanticismo: attrazione romantica verso più generi sessuali, ma non tutti. 
    - Biromanticismo: attrazione romantica verso il genere maschile e femminile.
    - Ceteroromanticismo: attrazione romantica verso persone non binarie. Sono sinonimi allotroporomanticismo, enbiromanticismo, o idemoromanticismo; il termine skolioromanticismo, invece, è considerato meno preferibile[8][9][10].
    - Omniromanticismo: attrazione romantica verso tutti i generi ma con delle preferenze[11][12].
    - Panromanticismo: attrazione romantica verso persone indipendentemente dal genere.

## Rapporto con l'orientamento sessuale e la asessualità
Le implicazioni della distinzione tra orientamenti romantici e sessuali non sono state pienamente riconosciute, né sono state ampiamente studiate. È comune che le fonti descrivano l'orientamento sessuale come componenti di attrazioni sia sessuali che romantiche (o equivalenti romantiche). Le pubblicazioni che indagano sulla relazione tra orientamento sessuale e orientamento romantico sono limitate. Le difficoltà nella raccolta delle informazioni derivano dai partecipanti al sondaggio che hanno difficoltà a identificare o distinguere tra attrazioni sessuali e romantiche. Gli individui asessuali provano poca o nessuna attrazione sessuale (grey-asessualità); tuttavia, potrebbero ancora provare attrazione romantica. Lisa M. Diamond afferma che l'orientamento romantico di una persona può differire da quello sessuale. Sebbene la ricerca sulla discordanza tra attrazione sessuale e attrazione romantica negli individui, nota anche come cross orientation, sia limitata, la possibilità di fluidità e diversità nelle attrazioni sono state progressivamente riconosciute.

## Aromanticismo

Bandiera aromantica

Una delle caratteristiche delle persone aromantiche è che, nonostante non provino attrazione romantica, hanno comunque attrazione sessuale. Le persone aromantiche non sono necessariamente incapaci di provare amore. Ad esempio, possono ancora provare amore familiare o il tipo di amore platonico che si esprime tra amici. Gli individui che si identificano come aromantici possono avere difficoltà a distinguere l'affetto della famiglia e degli amici da quello di un partner romantico.
Molte persone aromantiche sono asessuali, ma il termine aromantico può essere usato in relazione a varie identità sessuali, come aromantico bisessuale, aromantico eterosessuale, aromantica lesbica, aromantico gay o aromantico asessuale. Questo perché l'aromanticismo si occupa principalmente dell'attrazione romantica piuttosto che della sessualità o della libido.
Alcune pubblicazioni hanno affermato che c'è una sottorappresentazione delle persone asessuali e aromantiche nei media e nelle ricerche e che spesso vengono fraintese. Le persone aromantiche spesso affrontano stigma e sono stereotipate con etichette come l'avere paura dell'intimità, essere senza cuore o illusi. Si dice che l'amatonormatività, un concetto che eleva le relazioni romantiche rispetto alle relazioni non romantiche, sia dannosa per gli aromantici.
L'antonimo di aromanticismo è alloromanticismo, lo stato di provare amore romantico o attrazione romantica per gli altri, e questo tipo di persona è chiamata alloromantica. Un termine informale per una persona aromantica è aro. La lettera "A" nell'acronimo LGBT espanso a LGBTQIA+ sta per asessuale, aromantico e agender.